# Chile en los Juegos Paralímpicos de Salt Lake City 2002
La participación de Chile en los Juegos Paralímpicos de Salt Lake City 2002 fue la primera actuación olímpica de ese país en las competencias de invierno. La delegación chilena estuvo compuesta de dos deportistas, ambos hombres, que compitieron en un deporte.
El equipo paralímpico chileno no obtuvo ninguna medalla.

## Esquí alpino
| Atleta           | Evento               | Final | Final   | Final     | Final            |
| Atleta           | Evento               | Lugar | Tiempo  | Factor(%) | Tiempo Calculado |
| ---------------- | -------------------- | ----- | ------- | --------- | ---------------- |
| Patricio Morande | Eslalon gigante LW2  | 14º.  | 3:03.05 | 92.23105  | 2:48.83          |
| Tomas del Villar | Eslalon gigante LW10 | dnf   | dnf     | dnf       | dnf              |
| Patricio Morande | Eslalon              | 20º.  | 2:02.82 | 100       | 2:02.82          |

| Predecesor: - | Chile en los Juegos Paralímpicos Salt Lake City 2002 | Sucesor: Chile en los Juegos Paralímpicos de Turín 2006 |

- Datos: Q5766354